# Deutsche Fußballmeisterschaft der B-Junioren 1994/95
Die deutsche B-Jugendmeisterschaft 1995 war die 19. Auflage dieses Wettbewerbes. In der Neuauflage des letztjährigen Endspiels verteidigte der VfB Stuttgart seinen Titel durch ein 3:1 gegen Hannover 96.

## Teilnehmende Mannschaften
| Regionalverband Nord                                                                                             | Regionalverband West                                                                                | Regionalverband Südwest                                                                    | Regionalverband Süd | Regionalverband Nordost |
| --- | --------------------------------------------------------------------------------------------------- | ------------------------------------------------------------------------------------------ | --- | --- |
| - Schleswig-Holstein: Holstein Kiel - Hamburg: Hamburger SV - Bremen: Werder Bremen - Niedersachsen: Hannover 96 | - Westfalen: Borussia Dortmund - Mittelrhein: Bayer 04 Leverkusen - Niederrhein: Fortuna Düsseldorf | - Rheinland: Spvgg Andernach - Südwest: 1. FC Kaiserslautern - Saarland: 1. FC Saarbrücken | - Hessen: Eintracht Frankfurt - Baden: Karlsruher SC - Südbaden: Offenburger FV - Württemberg: VfB Stuttgart - Bayern: FC Augsburg | - Mecklenburg-Vorpommern: FC Hansa Rostock - Brandenburg: FC Energie Cottbus - Berlin: Reinickendorfer Füchse - Sachsen-Anhalt: Hallescher FC - Thüringen: FC Carl Zeiss Jena - Sachsen: VfB Leipzig |

## Vorrunde
| Datum                       |                        | Ergebnis        |                      |
| --------------------------- | ---------------------- | --------------- | -------------------- |
| Gruppe Nord-West:           |                        |                 |                      |
| So 18. Juni 1995, 11:00 Uhr | Hannover 96            | 4:1             | Fortuna Düsseldorf   |
| So 18. Juni 1995, 11:00 Uhr | Reinickendorfer Füchse | 0:0 (5:4 i. E.) | Hamburger SV         |
| So 18. Juni 1995, 11:00 Uhr | Holstein Kiel          | 0:3             | SV Werder Bremen     |
| Gruppe Süd-Südwest:         |                        |                 |                      |
| So 18. Juni 1995, 11:00 Uhr | FC Carl Zeiss Jena     | 2:2 (6:5 i. E.) | VfB Leipzig          |
| So 18. Juni 1995, 11:00 Uhr | SpVgg Andernach        | 1:2             | 1. FC Kaiserslautern |

## Achtelfinale
| Datum                       |                        | Ergebnis |                         |
| --------------------------- | ---------------------- | -------- | ----------------------- |
| Gruppe Nord-West:           |                        |          |                         |
| So 25. Juni 1995, 11:00 Uhr | Hallescher FC          | 2:4      | Hannover 96             |
| So 25. Juni 1995, 11:00 Uhr | Borussia Dortmund      | 2:0      | SV Werder Bremen        |
| So 25. Juni 1995, 11:00 Uhr | FC Energie Cottbus     | 1:5      | FC Hansa Rostock        |
| So 25. Juni 1995, 11:00 Uhr | Reinickendorfer Füchse | 2:0      | TSV Bayer 04 Leverkusen |
| Gruppe Süd-Südwest:         |                        |          |                         |
| So 25. Juni 1995, 10:30 Uhr | FC Augsburg            | 1:3      | 1. FC Kaiserslautern    |
| So 25. Juni 1995, 11:00 Uhr | 1. FC Saarbrücken      | 1:4      | Karlsruher SC           |
| So 25. Juni 1995, 10:30 Uhr | VfB Stuttgart          | 2:1      | Eintracht Frankfurt     |
| So 25. Juni 1995, 11:00 Uhr | FC Carl Zeiss Jena     | 6:0      | Offenburger FV          |

## Viertelfinale
| Datum                      |                        | Ergebnis |                   |
| -------------------------- | ---------------------- | -------- | ----------------- |
| Gruppe Nord-West:          |                        |          |                   |
| So 2. Juli 1995, 11:00 Uhr | Hannover 96            | 1:0      | Borussia Dortmund |
| So 2. Juli 1995, 11:00 Uhr | Reinickendorfer Füchse | 4:0      | FC Hansa Rostock  |
| Gruppe Süd-Südwest:        |                        |          |                   |
| So 2. Juli 1995, 10:30 Uhr | 1. FC Kaiserslautern   | 0:1      | Karlsruher SC     |
| So 2. Juli 1995, 11:00 Uhr | FC Carl Zeiss Jena     | 1:2      | VfB Stuttgart     |

## Halbfinale
| Datum                      |                        | Ergebnis |               |
| -------------------------- | ---------------------- | -------- | ------------- |
| Gruppe Nord-West:          |                        |          |               |
| Sa 8. Juli 1995, 15:00 Uhr | Reinickendorfer Füchse | 3:4      | Hannover 96   |
| Gruppe Süd-Südwest:        |                        |          |               |
| So 9. Juli 1995, 11:00 Uhr | Karlsruher SC          | 1:3      | VfB Stuttgart |

## Finale
| VfB Stuttgart                                                     | VfB Stuttgart | Hannover 96 | Hannover 96 |
| ----------------------------------------------------------------- | --- | --- | ----------- |
| VfB Stuttgart                                                     | \| Sonntag, 16. Juli 1995 um 10:30 Uhr in Heilbronn (Frankenstadion) \| \| Ergebnis: 3:1 (2:1) \| \| Zuschauer: 1.500 \| \| Schiedsrichter: Wolfgang Friedrichs (Lennestadt) \| | \| Sonntag, 16. Juli 1995 um 10:30 Uhr in Heilbronn (Frankenstadion) \| \| Ergebnis: 3:1 (2:1) \| \| Zuschauer: 1.500 \| \| Schiedsrichter: Wolfgang Friedrichs (Lennestadt) \|                                                          | Hannover 96 |
| VfB Stuttgart                                                     | Daniel Reber – Steffen Dangelmayr – Roberto Pinto, Mark Barton – Jörg Schwendemann (50. Valentino Grimaudo), Panagiotis Deligiannidis, Michael Hecke (45. Vincenco Scaglione), Tobias Iseli, Albert Streit (66. Sven Dale) – Michael Mayer-Vorfelder, Manuel Majunke Cheftrainer: Christian Hocke | Raphael Schäfer – Fabian Ernst – Mustafa Ceylan, Tobias Orth – Marc Brüschke (53. Kasimir), Albrecht (75. Timo Marner), Volkan Arslan, Damian Brezina, Kaya (63. Kevin Köhler) – Gerald Asamoah, Boris Besovic Cheftrainer: Mirko Slomka | Hannover 96 |
| VfB Stuttgart                                                     | 1:0 Albert Streit (13.) 2:0 Panagiotis Deligiannidis (30.) 3:1 Vincenco Scaglione (77.) | 2:1 Boris Besovic (34., Handelfmeter) | Hannover 96 |
| VfB Stuttgart                                                     | Barton, Schwendemann | | Hannover 96 |
| Sonntag, 16. Juli 1995 um 10:30 Uhr in Heilbronn (Frankenstadion) | | |             |
| Ergebnis: 3:1 (2:1)                                               | | |             |
| Zuschauer: 1.500                                                  | | |             |
| Schiedsrichter: Wolfgang Friedrichs (Lennestadt)                  | | |             |